# Campodorus subfasciatus
Campodorus subfasciatus là một loài tò vò trong họ Ichneumonidae.